# Echinopepon pringlei
Echinopepon pringlei là một loài thực vật có hoa trong họ Cucurbitaceae. Loài này được Rose mô tả khoa học đầu tiên năm 1897.